# 가간섭성 시간
가간섭성 시간(가간섭성 시간)은 도플러 확산의 시간 대역에서의 특성을 나타낸다. 즉, 채널에서 주파수의 흩어짐(frequency disperdiveness)의 시간 변위 위상을 말한다.
도플러 확산과 가간섭성 시간은 서로 역비례의 관계를 가진다. 실제적으로 가간섭성 주파수와 유사하게 가간섭성 시간은 채널응답이 바뀌지 않고 시간영역의 통계적인 측정을 통해 구한다. 만약 가간섭성 시간 보다 더 멀리 떨어진 두 신호는 채널에서 각각 다르게 영향을 받는다.
가간섭성 시간과 도플러 확산은 다음과 같은 상관식으로 나타낼 수 있다.
{\displaystyle Tc=1/fm} (fm:최대 도플러 천이)
시간대역에서 상관성이 0.5 이상인 경우
{\displaystyle Tc=9/16pi*fm=1/5fm}